# Lance Jones
Lance Jones (nacido en Evaston, Illinois, el 22 de octubre de 2000) es un jugador de baloncesto estadounidense que mide 1,85 metros y puede alternar las posiciones de base y escolta. Actualmente pertenece a la plantilla del Club Baloncesto Tizona de la Liga LEB Oro.

## Trayectoria
Jones es un escolta formado en el Evanston Township High School de su ciudad natal, antes de ingresar en 2019 en la Universidad del Sur de Illinois Carbondale, situada en Carbondale (Illinois), donde jugaría durante cuatro temporadas en la NCAA con los Southern Illinois Salukis, desde 2019 a 2023.
En 2023, ingresa en la Universidad Purdue en West Lafayette, Indiana, donde jugaría durante una temporada la NCAA con los Purdue Boilermakers.
El 14 de agosto de 2024, firma por el Club Baloncesto Tizona de la Liga LEB Oro.